# Wäschbach (Asdorf)
Der Wäschbach ist ein etwa 1 km langer, orografisch linker Nebenfluss der Asdorf in Rheinland-Pfalz, Deutschland. Der kleine Bach fließt vollständig im Gebiet der zum Landkreis Altenkirchen gehörenden Ortsgemeinde Niederfischbach.
Der Bach wird von einem linksseitigen Rinnsal gespeist.